# 事件树分析
事件树分析（Event Tree Analysis），簡稱ETA，是一种前向，自下而上的逻辑建模技术，用于通过单个启动事件探索响应成功和失败，并为评估结果概率和整体系统分析奠定基础。此分析技術可以用來分析某一個事件發生時，對運作中（或是失效）系統的影響。